# Adenophora izuensis
Adenophora izuensis är en klockväxtart som beskrevs av Hideaki Ohba och Sadamoto Watanabe. Adenophora izuensis ingår i släktet kragklockor, och familjen klockväxter. Inga underarter finns listade i Catalogue of Life.